# Jahorina
Jahorina (v srbské cyrilici Јахорина) je pohoří v Bosně a Hercegovině. Nachází se nedaleko Sarajeva a Pale, na území Republiky srbské. Nejvyšší vrchol pohoří je Ogorjelica s nadmořskou výškou 1916 m n. m.
Název pohoří je slovanského původu a je odvozen, stejně jako např. u Velké Javořiny od stromu Javoru. Současný název pohoří se rozšířil během doby existence Osmanské říše na Balkáně.
Pohoří je známé především díky resortům vhodným pro zimní sporty a také dobrou dopravní dostupností ze Sarajeva (30 km). To umožňuje příhodné uspořádání místního terénu a některé mírné svahy, které jsou vhodné pro lyžování. V roce 1984 se zde konaly některé z disciplín zimních olympijských her.